# グロブリン
グロブリン（英: globulin）は、古くは、水に不溶で、希アルカリ性または中性の塩類溶液に溶けるタンパク質の一群の総称であった。現在では、血漿タンパク質を構成する血清アルブミン、フィブリノゲンと並ぶグロブリンを指すことが多い。また、グロブリンという用語は、球状タンパク質と同義で使われることもある。ただし、アルブミンも球状タンパク質ではあるが、グロブリンではない。他のすべての血清球状タンパク質はグロブリンである。
グロブリンは、アルブミンよりも分子量が大きく、純水には溶けないが希薄な塩水には溶ける。血清の電気泳動においても、等電点がアルブミンよりも高いため移動しにくい。血清グロブリン(血漿由来)、オボグロブリン（卵白由来）、ラクトグロブリン（哺乳類の乳汁由来）などのほかに、植物性グロブリンがある。

## グロブリンの種類

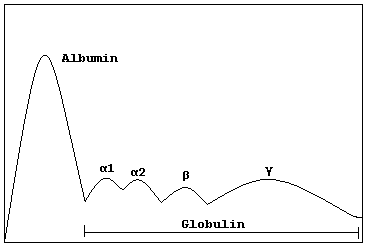
タンパク質電気泳動ゲルの模式図

すべてのグロブリンは、次の4つのカテゴリのいずれかに分類される。
- α1グロブリン
- α2グロブリン
- βグロブリン
- γグロブリン - γグロブリンの1グループは、免疫グロブリンであり、抗体として作用する。

グロブリンは、血清タンパク質電気泳動法によって区別することができる。
グロブリンは膠質浸透圧（こうしつしんとうあつ）を発揮する。グロブリンが欠乏すると、グロブリンのキャリア機能の喪失、膠質浸透圧の低下による浮腫、およびγグロブリン（免疫グロブリン）の減少による抗体の産生低下で感染症にかかりやすくなる。

## 大きさと重さ
グロブリンにはさまざまな大きさがある。最も軽いグロブリンはαグロブリンで、通常、分子量は約93 kDa、最も重いグロブリンはγグロブリンで、通常、分子量は通常、約1193 kDaである。最も重いγグロブリンは、ゲル電気泳動での分離が最も遅いものの一つである。

## ヒトのグロブリン
ヒト血液中のグロブリンの正常な濃度は、約2.6-4.6 g/dLである。グロブリンの中には肝臓で産生されるものと、免疫系で産生されるものがある。

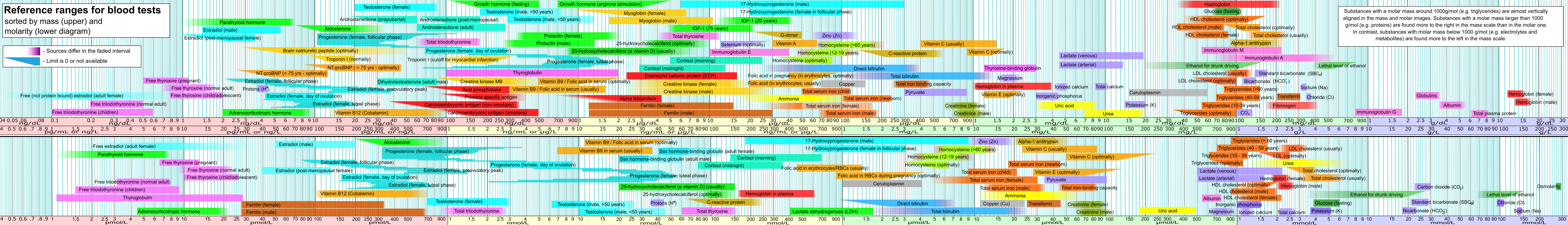
血液検査の参考基準値。グロブリン（右方の紫色で示されている）の血液含有量を他の成分と比較している。

## 非ヒトのグロブリン

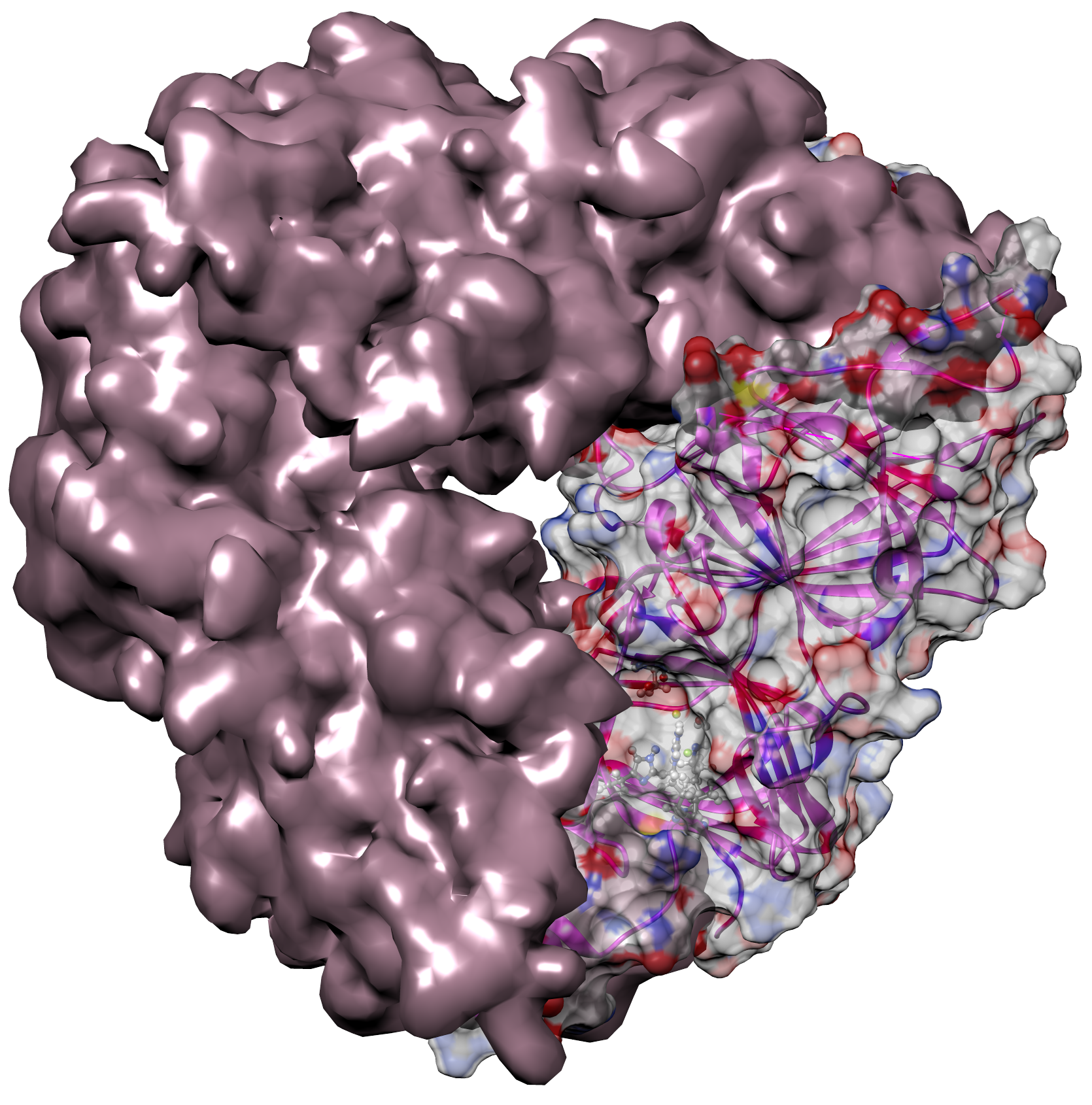
カボチャ種子グロブリンの結晶構造

グロブリンタンパク質は、他の動物種だけでなく、植物にも存在する。エンドウ豆や他のマメ科植物に含まれるビシリンとレグミンは、種子内のタンパク質貯蔵庫として機能する。これらのタンパク質は、ヒトの免疫グロブリンE（IgE）抗体と結合すると、アレルギー反応を引き起こす可能性がある。

## 偽性グロブリンと真性グロブリン
偽性グロブリンはグロブリンの一種であり、真性グロブリンよりも硫酸アンモニウムに溶けやすい。偽性グロブリンは純水にも溶解するが、真性グロブリンは溶解しない。